# 盧卡·安東內利
盧卡·安東內利（Luca Antonelli，1987年2月11日—），是一位意大利足球運動員，司職後衛。目前效力美國足球冠軍聯賽球隊邁阿密足球會。

## 外部連結
- Official profile[永久] at FCParma.com